# Incus (Wolke)

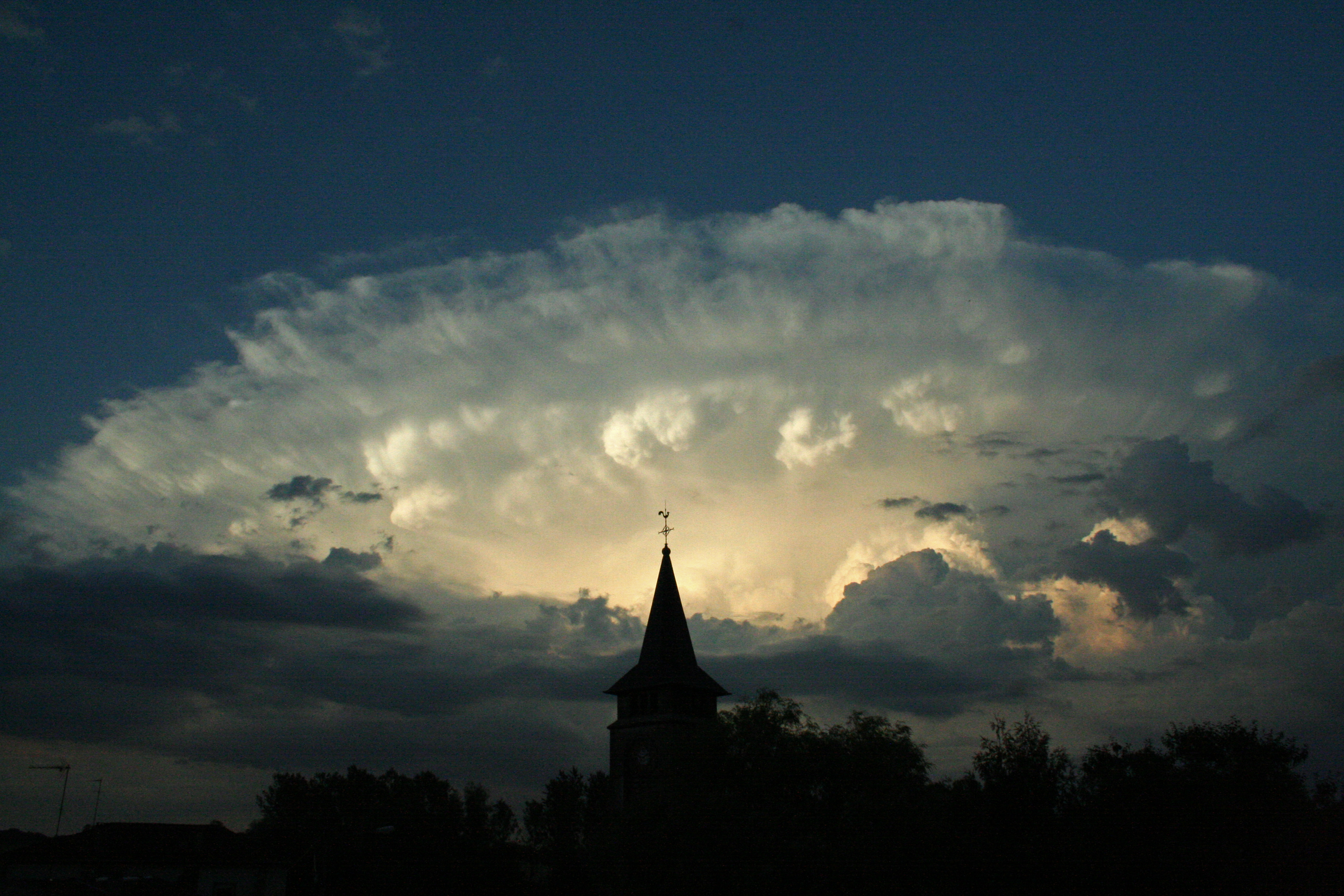
Cumulonimbus incus in Lorraine (Frankreich)

Incus (inc) (lat.: „Amboss“) ist der obere Teil einer Cumulonimbus-Wolke, der sich in Form eines Ambosses mit glattem, faserigem oder gestreiftem Aussehen ausgebreitet hat. Die Form der Wolke entsteht dadurch, dass der obere Teil der Wolke weitgehend vereist ist und sich horizontal an der Tropopause ausgeweitet hat.